# The Psychedelic Sounds of the 13th Floor Elevators
The Psychedelic Sounds of the 13th Floor Elevators é o álbum de estréia da banda influente de rock psicodélico e rock de garagem, 13th Floor Elevators. Foi lançado em 1966. É a primeira materialização discográfica de um som que seria aperfeiçoado por dezenas de grupos nos anos seguintes.

## Descrição do álbum
O tema que lhes lançou a carreira, "You're Gonna Miss Me", revela influências britânicas, mas Tommy Hall desenvolveu o álbum rumo ao mundo novo. O estranho som que se ouve ao longo do álbum é um jarro.

## Faixas

### Edição original
1. "You Don't Know (How Young You Are)" (Powell St. John)
2. "Through the Rhythm" (T. Hall, S. Sutherland)
3. "Monkey Island" (Powell St. John)
4. "Roller Coaster" (T. Hall, R. Erickson)
5. "Fire Engine" (T. Hall, S. Sutherland, R. Erickson)
6. "Reverberation" (T. Hall, S. Sutherland. R. Erickson)
7. "Tried to Hide"* (T. Hall, S. Sutherland)
8. "You're Gonna Miss Me" (R. Erickson)
9. "I've Seen Your Face Before (Splash 1)" (C. Hall, R. Erickson)
10. "Don't Fall Down" (T. Hall, R. Erickson)
11. "The Kingdom Of Heaven (Is Within You)" (Powell St. John)

### Reedição de 1966
1. "You're Gonna Miss Me" (R. Erickson) – 2:31
2. "Roller Coaster" (T. Hall, R. Erickson) – 5:07
3. "Splash 1 (Now I'm Home)" (C. Hall, R. Erickson) – 3:57
4. "Reverberation (Doubt)" (T. Hall, S. Sutherland. R. Erickson) – 2:51
5. "Don't Fall Down" (T. Hall, R. Erickson) – 3:03
6. "Fire Engine" (T. Hall, S. Sutherland, R. Erickson) – 3:23
7. "Thru the Rhythm" (T. Hall, S. Sutherland) – 3:10
8. "You Don't Know (How Young You Are)" (Powell St. John) – 2:59
9. "Kingdom Of Heaven" (Powell St. John) – 3:11
10. "Monkey Island" (Powell St. John) – 2:40
11. "Tried To Hide" (T. Hall, S. Sutherland) – 2:48

Edição de 2005 contém as faixas bônus
1. "Everybody Needs Somebody to Love" (Wexler, Berns, Burke) - 5:15
2. "Before You Accuse Me" (E. McDaniel) - 2:35
3. "I'm Gonna Love You Too" (Mauldin, Sullivan, Petty) - 1:53
4. "You Really Got Me" (Ray Davies) - 6:18
5. "Roll Over Beethoven" (Chuck Berry) - 2:47
6. "The Word" (Lennon/McCartney) - 2:45
7. "Gloria" (Van Morrison) - 3:56
8. "She Lives (In A Time Of Her Own)" (T. Hall, R. Erickson) - 3:01
-Faixas 12 a 19 foram gravadas ao vivo no The Avalon Ballroom, 1966.
9. "We Sell Soul" (R. Erickson) - 3:19 [The Spades]
10. "You're Gonna Miss Me" (R. Erickson) - 3:24  [Live; The Spades]